# Некрасица
Некрасица — река в России, протекает в Шабалинском районе Кировской области. Устье реки находится в 27 км по правому берегу реки Большой Нюрюг. Длина реки составляет 13 км.
Исток находится близ границы с Костромской областью у деревни Коврижные в 36 км к северо-западу от посёлка Ленинское. Река течёт на восток, на берегу нежилые деревни Журавли и Сычи. Крупнейший приток - Семипрудка (правый). Впадает в Большой Нюрюг у деревни Малые Ковали.

## Данные водного реестра
По данным государственного водного реестра России относится к Верхневолжскому бассейновому округу, водохозяйственный участок реки — Ветлуга от истока до города Ветлуга, речной подбассейн реки — Волга от впадения Оки до Куйбышевского водохранилища (без бассейна Суры). Речной бассейн реки — (Верхняя) Волга до Куйбышевского водохранилища (без бассейна Оки).
По данным геоинформационной системы водохозяйственного районирования территории РФ, подготовленной Федеральным агентством водных ресурсов:
- Код водного объекта в государственном водном реестре — 08010400112110000040748
- Код по гидрологической изученности (ГИ) — 110004074
- Код бассейна — 08.01.04.001
- Номер тома по ГИ — 10
- Выпуск по ГИ — 0